# Данидин
Данидин је град на Новом Зеланду. Смештен је у региону Отаго на Јужном острву.
Данидин је универзитетски град и већи део становништва чине студенти и запослени на два универзитета, Отаго и Политехничком.
Данидин је био највећи град на Новом Зеланду у 19. веку а све до 2010. је био највећи град по површини када је проширен Окланд.

## Становништво
| 2001.   | 2006.   | 2013.   |
| ------- | ------- | ------- |
| 114.339 | 118.683 | 120.246 |